# عمارت دادگستری شهرستان لی

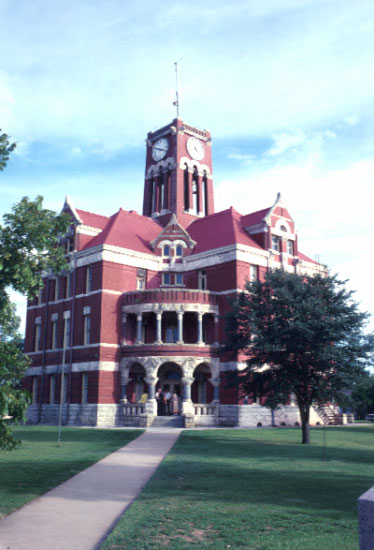

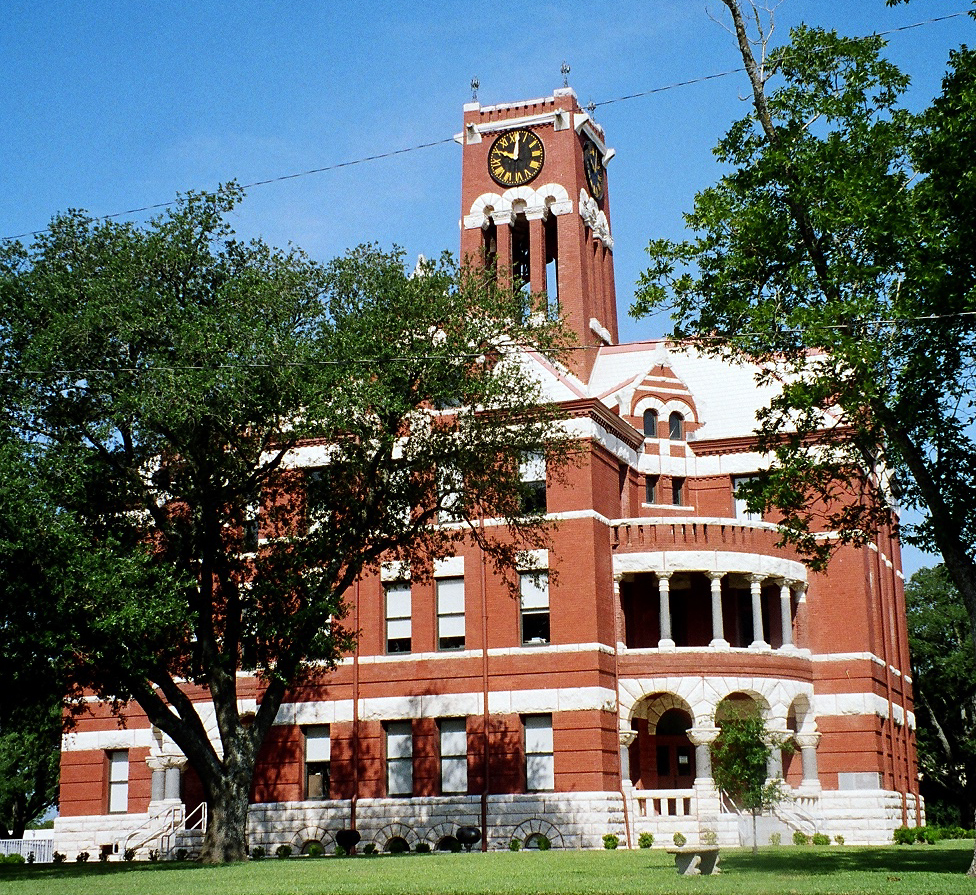

عمارت دادگستری شهرستان لی (به انگلیسی: Lee County Courthouse) عمارتی تاریخی در شهر گیدینگز از شهرستان لی، تگزاس است.
این بنا در قرن نوزدهم ساخته گردید و معمار آن جیمز رایلی گوردن بود.